# Sankt Fabianus och Sebastians kyrka, Rijeka
Sankt Fabianus och Sebastians kyrka (kroatiska: Crkva svetog Fabijana i Sebastijana, italienska: Chiesa dei Santi Fabiano e Sebastiano) är ett romersk-katolskt kapell i Rijeka i Kroatien. Det uppfördes ursprungligen år 1562 i barockstil men har sedan uppförandet restaurerats ett flertal gånger. Nuvarande utseende härrör från restaureringen år 1885. Kapellet är beläget i Gamla stan och är tillägnat helgonen sankt Fabianus och sankt Sebastian.

## Historik
I det medeltida Rijeka som var omgivet av en ringmur med torn uppfördes hus och byggnader nära varandra och längs med trånga gränder och passager, en del med rötter från det romerska Tarsatica som anses vara det moderna Rijekas föregångare. Enligt legenden uppfördes en mindre votivkyrka kallad Sankt Sebastians kyrka år 1291 i en av dessa gränder. Sankt Sebastian vördas som ett helgon mot pesten, digerdöden, som under senmedeltiden härjade i Europa. I notariedokument från 1400-talet omnämns huvudgatan (contrada) och Sankt Sebastians kyrka.
År 1562 uppfördes en ny kyrka (dagens kapell) i barockstil på platsen för den äldre kyrkan. Ovanför huvudentrén på kyrkan finns en minnesinskription på latin som lyder "ad laudem Dei divique Sebastiani fraternitas fieri fecit tempore Joannis Dotich Castaldi 1562" (ung. i Guds och den gudomliga Sebastians ära...)
År 1885 genomgick kapellet den senaste större renoveringen och restaurerades då enligt ritningar av G. Paulinich som lät sig inspireras av stadens katedral. Kapellet genomgick en mindre restaurering år 1986 och fick då ett nytt lager färg.